# Flughafen Tri-Cities (Washington)

i8
i11
i13
Der Tri-Cities Airport (IATA-Code: PSC, ICAO-Code: KPSC) ist ein öffentlicher Flughafen auf 125 m Seehöhe, 3 km nordwestlich von Pasco im Franklin County, Washington in den Vereinigten Staaten. Die Fläche des Flughafens beträgt 904 ha. Er hat drei Asphaltpisten mit 2348 m, 2350 m und eine 1348 m Länge.

## Geschichte
Der Tri-Cities Airport (ursprünglich Pasco Airport) war der Standort des ersten Luftpostvertragsfluges zwischen Elko (Nevada), und Pasco (Washington), der 1926 von Varney Airlines durchgeführt wurde. Der Flughafen wurde an seinen heutigen Standort verlegt und wurde als Franklin County Airport bekannt. Die US-Marine baute im Zweiten Weltkrieg die Naval Air Station Pasco. Nach dem Krieg verkaufte die Marine das Feld an die Stadt Pasco, behielt aber die Ausbildungsprivilegien. Mehrere Marineflugzeuge, insbesondere die vom Typ P-3 Orion, nutzten das Feld für das Lande- und Starttraining. Der Hafen von Pasco übernahm dann 1963 den Flughafen und eröffnete 1966 ein neues Terminalgebäude.
Mehrere Fluggesellschaften verwendeten am Pasco-Flughafen Jetflugzeuge, darunter Air West/Hughes Airwest mit Douglas DC-9, Cascade Airways mit BAC One-Eleven, Delta Air Lines mit Boeing 727-200 und 737-300, Western Airlines mit Boeing 727-200, 737-200 und 737-300, Frontier Airlines mit 737-200, Pacific Southwest Airlines mit BAe 146-200, Alaska Airlines mit Boeing 727, Horizon Air mit Fokker F.28 und West Coast Airlines mit DC-9. Derzeit sind geplante Passagierflüge hauptsächlich Regionaljets und Turboprops, obwohl Allegiant Air betreibt Airbus A319/320, Delta betreibt A319/320 und Boeing 717 und Avelo betreibt Boeing 737. Horizon Air, eine Tochtergesellschaft von Alaska Airlines, setzt derzeit eine Mischung aus Bombardier Q400-Turboprop-Flugzeugen und E-175-Jets in Tri-Cities ein, hat jedoch Pläne angekündigt, bis Ende 2023 komplett auf E-175-Jets umzusteigen.
Im Jahr 1986 fand ein Erweiterungs- und Umbauprojekt statt, das Zufahrtsstraßen, Parkplätze, Flugzeugparkplätze und mehr als die Verdoppelung der Größe des Terminals umfasste. Im Jahr 2003 wurde der Flughafen erneut erweitert und umgestaltet, wodurch die Ticketlobby und der Boardingbereich um weitere 3000 Quadratfuß (280 m²) erweitert wurden. Im Jahr 2014 genehmigte der Hafen von Pasco eine Renovierung und Erweiterung im Wert von 42 Millionen US-Dollar und plante, die Größe des Terminals zu verdoppeln. Der Bau begann im August 2014 und endete im Januar 2017.

## Flugbetrieb
Im Jahre 2021 wurden 347.438 Passagiere befördert. Im Jahre 2018 haben 48.211 Flugbewegungen stattgefunden, davon 15.744 lokale Bewegungen, 16.541 Zwischenlandungen, 4.453 Air-Taxi-Flüge, 2.319 militärische Flüge und 9.154 Frachtflüge. 80 einmotorige und 23 zweimotorige Turboprop-Flugzeuge, 14 Jetflugzeuge und 4 Helikopter waren 2018 hier stationiert.
Die wichtigsten Fluggesellschaften für den Flughafen sind heute Allegiant Air, Avelo Airlines, Alaska Airlines, Delta Air Lines und United Airlines.

## Zwischenfälle
- Am 20. Juni 1969 stürzte eine Beechcraft 99 der US-amerikanischen Cascade Airways (Luftfahrzeugkennzeichen N2550A) unmittelbar nach dem Start vom Pasco-Tri Cities Airport im US-Bundesstaat Washington ab. Als Unfallursachen wurden ein in die Endstellung nach oben vertrimmtes Flettner-Ruder festgestellt, sowie der Umstand, dass der Sitz des Kapitäns nicht arretiert war und beim Start nach hinten in die Endstellung rutschte. Beide Piloten, die einzigen Insassen der Maschine, kamen ums Leben. Es handelte sich um den ersten tödlichen Zwischenfall mit einer Beechcraft Model 99 (siehe auch Flugunfall der Cascade Airways 1969).[17]

- Am 26. Dezember 1989 stürzte eine von der North Pacific Airlines unter der Dachmarke United Express betriebene BAe Jetstream 3101 (N410UE) kurz vor der Landebahn des Pasco-Tri Cities Airport (US-Bundesstaat Washington) ab. Die Besatzung führte einen übermäßig steilen, instabilen ILS-Anflug durch. Dieser Anflug endete in Verbindung mit fehlerhaften Anweisungen durch die Flugsicherung und einer Vereisung des Leitwerks in einem Strömungsabriss und Absturz im Endanflug. Beide Besatzungsmitglieder und alle vier Passagiere wurden getötet. Der Kapitän hatte beim Zwischenstopp zuvor die Eisansätze an der Maschine per Hand abklopfen lassen und eine angebotene Flugzeugenteisung mehrfach abgelehnt (siehe auch United-Express-Flug 2415).[18]